# Ishirō Honda

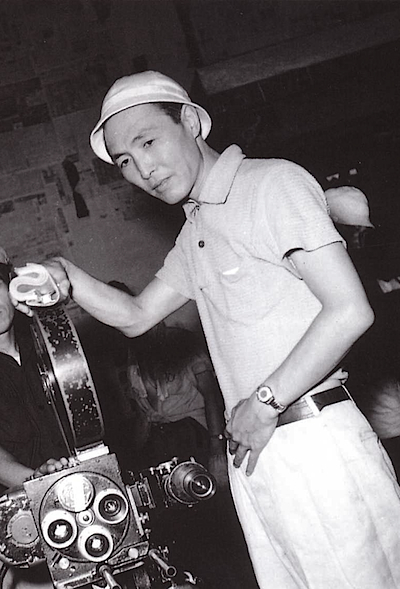
Ishirō Honda (1954)

Ishirō Honda, im Westen zumeist unter Inoshiro Honda geführt, (japanisch 本多 猪四郎, Honda Ishirō; * 7. Mai 1911 in der Präfektur Yamagata, Japan; † 28. Februar 1993 in Tokio) war ein japanischer Filmregisseur. Sein Vorname wird oft auch Inoshirō gelesen.
Nach einem Kunststudium arbeitete Honda seit 1933 beim Studio P.C.L., der späteren Tōhō, als Regieassistent und Dokumentarfilmer. Seine Karriere wurde immer wieder durch längere Militärdienstzeiten unterbrochen, ein Jahr war Honda in chinesischer Kriegsgefangenschaft. Nach dem Krieg kehrte er zur Toho zurück und assistierte unter anderem Akira Kurosawa bei seinem 1949 gedrehten Ein herrenloser Hund. Mit Kurosawa verband Honda eine lebenslange Freundschaft.
1951 drehte Honda seinen ersten Spielfilm. Bei den Kriegsfilmen Taiheiyō no Washi (1953) und Saraba Rabauru (1954) arbeitet er erstmals mit dem Trickspezialisten Tsuburaya Eiji zusammen, mit dem er später eine Unzahl von Monster- und Science-Fiction-Filmen realisierte. Der 1954 erschienene Godzilla wurde zu einem weltweiten Erfolg und einem Klassiker. Gemeinsam mit dem 1956 von ihm gedrehten Farbfilm Die fliegenden Monster von Osaka mit dem Monster Rodan markiert Godzilla den Beginn des japanischen Monsterfilms, der bis in die 1970er große Erfolge feierte. In den 1970ern zog sich Honda aus dem Filmgeschäft zurück.
Seit 1980 arbeitete er nochmals mit Kurosawa zusammen und wirkte an allen Filmen Kurosawas als Berater, Regieassistent oder Drehbuchschreiber mit. In Akira Kurosawas Träume inszenierte er sogar einzelne Episoden eigenverantwortlich.

## Filmografie (Auswahl)
- 1950: The Flower That Blooms In The Sand (砂に咲く花, Suna ni Saku Hana)
- 1951: The Blue Pearl (青い真珠, Aoi Shinju)
- 1952: The Skin of the South (南国の肌, Nangoku no Hada)
- 1952: The Man Who Went To Port (港へ来た男, Minato e Kita Otoko)
- 1953: Adolescence Part II (続思春期. Zoku Shishunki)
- 1953: Eagle of the Pacific (太平洋の鷲, Taiheiyō no Washi)
- 1954: Farewell, Rabaul (さらばラバウル, Saraba Rabauru)
- 1954: Godzilla (ゴジラ, Gojira)
- 1955: Love Makeup (恋化粧, Koigeshō)
- 1955: Cry-Baby (おえんさん, Oensan)
- 1955: Half Human – The Story of the Abominable Snowman (獣人雪男, Jūjin Yuki-otoko)
- 1956: Young Tree (若い樹, Wakai Ki)
- 1956: Night School (夜間中学, Yakan Chūgaku)
- 1956: People of Tokyo, Goodbye (東京の人さようなら, Tōkyō no Hito Sayōnara)
- 1956: Die fliegenden Monster von Osaka (空の大怪獣 ラドン, Sora no Daikaijū Radon)
- 1957: Good Luck To These Two (この二人に幸あれ, Kono Futari ni Sachi Are)
- 1957: Teapicker's Song of Goodbye (別れの茶摘歌, Wakare no Chatsumi-uta)
- 1957: A Rainbow Plays In My Chest (わが胸に虹は消えず, Waga Mune ni Niji wa Kiezu)
- 1957: A Farewell To The Woman Called My Sister (別れの茶摘歌姉妹篇 お姉さんと呼んだ人, Wakare no Chatsumi-uta Shimai-hen: Onēsan to Yonda Hito)
- 1957: Weltraumbestien (地球防衛軍, Chikyū Bōeigun, Alternativtitel Phantom 7000)
- 1958: Song for a Bride (花嫁三重奏, Hanayome Sanjūsō)
- 1958: Das Grauen schleicht durch Tokio (美女と液体人間, Bijo to Ekitai Ningen)
- 1958: Varan – Das Monster aus der Urzeit (大怪獣バラン, Daikaijū Baran)
- 1959: An Echo Calls You (こだまは呼んでいる, Kodama wa Yonde Iru)
- 1959: The Story Of Iron-Arm Inao (鉄腕投手 稲尾物語, Tetsuwan Tōshu: Inao Monogatari)
- 1959: Seniors, Juniors, Co-Workers (上役・下役・ご同役, Uwayaku Shitayaku Godōyaku)
- 1959: Krieg im Weltenraum (宇宙大戦争, Uchū Daisensō, Alternativtitel Duell in der Galaxis)
- 1960: The First Gas Human (ガス人間第一号, Gasu Ningen Daiichigō)
- 1961: Mothra bedroht die Welt (モスラ, Mosura)
- 1961: The Scarlet Man (真紅の男, Shinko no Otoko)
- 1962: Ufos zerstören die Erde (妖星ゴラス, Yōsei Gorasu)
- 1962: Die Rückkehr des King Kong (キングコング対ゴジラ, Kingukongu tai Gojira)
- 1963: Attack of the Mushroom People (マタンゴ, Matango)
- 1963: U 2000 – Tauchfahrt des Grauens (海底軍艦, Kaitei Gunkan)
- 1964: Godzilla und die Urweltraupen (モスラ対ゴジラ, Mosura tai Gojira)
- 1964: X 3000 – Fantome gegen Gangster (宇宙大怪獣ドゴラ, Uchū Daikaijū Dogora)
- 1964: Frankensteins Monster im Kampf gegen Ghidorah (三大怪獣 地球最大の決戦, San Daikaijū: Chikyū Saidai no Kessen)
- 1965: Frankenstein – Der Schrecken mit dem Affengesicht (フランケンシュタイン対地底怪獣, Furankenshutain tai Chitei Kaijū)
- 1965: Befehl aus dem Dunkel (怪獣大戦争, Kaijū Daisensō)
- 1966: Frankenstein – Zweikampf der Giganten (フランケンシュタインの怪獣 サンダ対ガイラ, Furankenshutain no Kaijū: Sanda tai Gaira)
- 1966: Come Marry Me (お嫁においで, Oyome ni Oide)
- 1967: King Kong – Frankensteins Sohn (キングコングの逆襲, Kingukongu no Gyakushū)
- 1968: Frankenstein und die Monster aus dem All (怪獣総進撃, Kaijū Sōshingeki)
- 1969: U 4000 – Panik unter dem Ozean (緯度0大作戦, Ido Zero Daisakusen)
- 1969: Godzilla: Attack All Monsters (ゴジラ・ミニラ・ガバラ オール怪獣大進撃, Gojira Minira Gabara: All Kaijū Daishingeki, Alternativtitel Godzillas Revanche)
- 1970: Monster des Grauens greifen an (ゲゾラ・ガニメ・カメーバ 決戦!南海の大怪獣, Gezora, Ganime, Kameba: Kessen! Nankai no Daikaijū)
- 1975: Die Brut des Teufels (メカゴジラの逆襲, Mekagojira no Gyakushū, Alternativtitel Godzilla und der Kampf der Titanen)

### Regie-Mitarbeit
- 1980: Kagemusha (影武者, Kagemusha) Co-Regie
- 1985: Ran (乱, Ran) Co-Regie
- 1990: Akira Kurosawas Träume (夢, Yume) Co-Regie
- 1991: Rhapsodie im August (八月の狂詩曲, Hachigatsu no Kyōshikyoku) Co-Regie
- 1993: Madadayo (まあだだよ, Māda da yo) Co-Regie